# ميني مترو
ميني مترو (بالإنجليزية: Mini Metro)‏
هيَ لُعبةُ فيديو مِن نَوع ألغاز وإستراتيجية 
طُوِرَت بِواسطةِ مطور ألعاب مستقل يُدعى فَريقُ ديناصور بولو. يَجِبُ عَلى اللاعِبين بِناء شَبَكَة سِكك حديدية للحُصُول على النُمو السَريع في المَدينة. مُستَويات اللُعبة تَستَنِد على مُدِنٍ حَقيقية أما المَحطاتُ والرُكابُ فَقَد تَم إِنشائُها بِشَكلٍ عَشوائي. النمَطُ البَصريُ للعبة يَستَخدِمُ أَلواناً جَريئةً وهَندَسَةً بَسيطةً وَتِكرار ظُهور خَرائِط العُبورِ الحَدِيثَةِ. تَستَخدم اللُعبَةُ نِظاماً سَمعِياً إِجرائِياً لِتَولِيد الأَصوات استناداً إلى إِجراءات اللاعِب. أستُلهِمَت الأَصواتُ والإِيقاعاتُ من مُوسيقى الحَد الأَدنى.
ميني مترو كانَت مُجَرَد تَصَورٍ في أبريل 2013 في مُنافَسَةِ تَطوير أَلعابِ فِيديو، مَع نَموذَجٍ أُطلِقَ بِشَكلٍ حُر لِمُتَصَفِحات الويب. إِستَمَرَ تَطويرُ اللُعبَة وأُطلقت نُسخة تجارية على لينكس وأو إس إكس وويندوز في أغسطس 2014.
تم الإفراج عن لعبة ميني مترو بشكل كامل لنظام بي سي في نوفمبر 2015، ولأنظمة أندرويد وآي أو إس في أكتوبر 2016، ولنظام نينتندو سويتش في 2018.
تلقت اللعبة إستقبالاً إيجابياً من النقاد، مع الثناء على الواجهة البديهية وطريقة اللعب والنهج التقليلية.

## طريقة اللعب
ميني مترو
لعبة ألغاز إستراتيجية، تُمكن اللاعب من بناء شبكة سكك حديدية للحصول على النمو في المدينة.
كل مستوى يستند على مدينة حقيقية يبدأ مع ثلاث محطات للقطار.
تكون محطات القطار على شكل عقد مختلفة.
يمكن للاعبين بناء الطرق لربط المحطات وذلك برسم خطوط بينها، وكل طريق له لون مختلف.
يظهر الركاب في المحطات، وكل راكب يدل بواسطة شكل ليحدد المحطة التي يريد أن يسافر لها.
القطارات تسافر طول الطرق لنقل الركاب إلى محطاتهم المرجوة. الأنهار وخطوط القطارات المتقاطعة وظهور المزيد من المحطات والركاب هي عدة أسباب تجعل اللعبة أكثر تعقيداً وأصعب إدارةً.
النمط البصري للعبة يعتمد على التقليلية، وتوظيف الخطوط المستقيمة جريئة الألوان، المشابهة لخرائط النقل الحديثة.
في وضع اللعبة ''العادي'' كل محطة تتسع لقدر مُحدد من الركاب المنتظرين، وإذا أصبحت المحطات مزدحمة جداً، ينتهي المستوى.
يمكن للاعبين الإستمرار، لبناء شبكة في وضع ''لا نهاية'' حيث لا تحتوي المحطات على قدرة إستيعاب محدودة. لتخفيف نمو الشبكة، يحصل اللاعبون على ترقيات كل أسبوع من زمن اللعبة.
في كل ترقية، يتلقى اللاعب عربة قطار جديدة ويقوم بالاختيار بين خيارين عشوائيين آخرين مثل خط سكة حديد إضافية أو الحصول على أنفاق إضافية وغيرها من الاختيارات. بالإضافة إلى ذلك، فإن محاكاة النقل يمكن إيقافها مؤقتاً في أي نقطة للسماح بإعادة الإعمار وتعديل طرق القطارات.
في وضع اللعبة ''الصارم'' لا يمكن للاعبين تعديل مواقع الخطوط بين المحطات فموقعها يبقى ثابتاً.

### المحطات
تَكونُ المَحطاتُ في ميني مترو على هَيئةِ أشكالٍ هَندسية وَكُلُ مَحَطَةٍ لَها شَكلٌ هَندَسيٌ خاصٌ بها.
| الشكل  | دائري | مُثَلَث | مُرَبع |
| النُدرة | شائِع  | شائِع | نادر |
| ------ | ----- | ---- | ---- |

| الشكل  | القَطرة   | نَجمَة     | البَيضاوي | الصَليب   | الماس    | الجوهَرَة  | البَيضاوي | البَيضاوي |          |          |          |          |
| النُدرة | نادِرٌ جِداً | نادِرٌ جِداً | نادِرٌ جِداً | نادِرٌ جِداً | نادِرٌ جِداً | نادِرٌ جِداً | نادِرٌ جِداً | نادِرٌ جِداً | نادِرٌ جِداً | نادِرٌ جِداً | نادِرٌ جِداً | نادِرٌ جِداً |
| ------ | -------- | -------- | -------- | -------- | -------- | -------- | -------- | -------- | -------- | -------- | -------- | -------- |

المَحَطاتُ الفَريدةُ من نوعِها قَد تَظهَر مَرَةً واحِدةً في كُل لُعبة.

## التطوير والإصدار
ميني مترو هي لعبة تم تطويرها بواسطة فريق ديناصور بولو، وهو فريق تطوير مستقل مكون من شخصين، يمتلكان أستوديو في نيوزيلندا.
تُعتبر ميني مترو أول لعبة تصدر من الأستوديو، والتي وجدت في 2013 بواسطة الأخوين بيتر وروبرت كوري.
كانا يعملان في شركة تطوير تسمى (سيدهي)، لكنهما غادرا في عام 2016 ليعملا بتطوير الألعاب بشكل مستقل.
تطوير ميني مترو بدأ في أبريل 2013. تحت عُنوان عقل الفجوة.
روبيرت كوري إقترح بِناء لعبة مترو الأنفاق بَعدَ زيارتهِ للندن ونِظام النَقل تحت الأرض الخاص بالمدينة. الفِكرَةُ كانت تَسمَحُ للاعِب بِبناء نِظام نقل حيث يُمكِنُهُم التَنَقُل في جميع الأنحاء، إذ تُمَثِل العُقَد والخطوط محطات القطار وكذلك المسارات على التوالي. كانت نَمُوذجاً أَولياً خِلال عُطلة نِهاية الأُسبوع، ودَخَلت في مُسابقة تَطوير العاب الفيديو لودم دير. وَقد إختاروا تطوير اللعبةِ بِواسطةِ مُحَرك يونيتي. عقل الفجوة كانت تَحمِلُ التَصنيفَ رقم 1 في فِئةِ «الابتكار» والرقم 7 في فِئةِ «الإجمالي» أثناء المنافسة. وقد إستَمَر تَطويرُ اللُعبةِ بعد انتهاء الحدث.

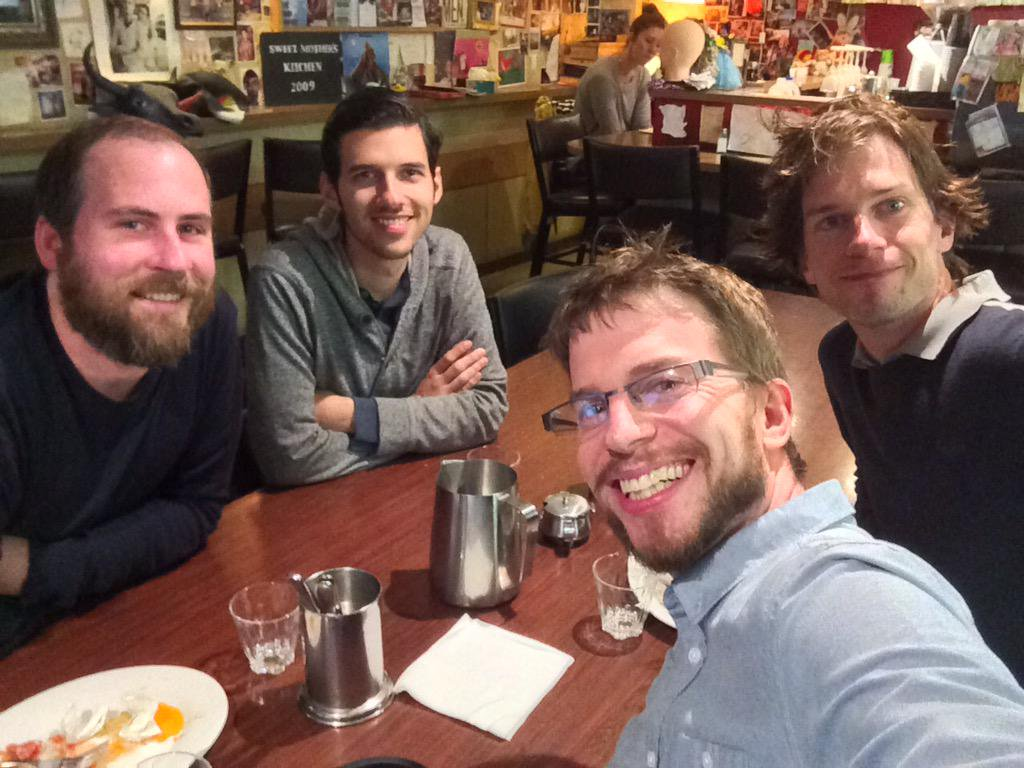
أعضاءُ فَريق ديناصور بولو، الذين قاموا بِتَطوير ميني مترو

في سبتمبر 2013، صَدَرَت أَوَلُ نُسخَةٍ من لُعبة ميني مترو وهي نُسخةُ ألفا. قَرر المُطورون الحِفاظ على نسخة الويب المُتاحة بِشكلٍ مجاني، على الأقل حتى يتم الإفراج عن الإصدار النهائي للعبة. قامَ المطورون بِتَقديم ميني مترو لستيم گرينلايت، مُجتَمعُ نِظام التَصويت الذي يَسمَحُ للألعابِ بالصدور على خِدمة التوزيع الرَقمي ستيم. في البداية، هُم أرادوا إطلاق النُسخةِ النهائية من اللُعبة في نهاية عام 2013، ولكن كان للُعبة نِطاقٌ محدود، وإستغرق المطورون وقتاً أطول مما كان مُتَوقعاً. إصلاح الرُسومات وقَضية التوازُن داخِلَ اللُعبة وجدولةُ شخصٍ ما للعمل على الصوت، عِدَةُ أسبابٍ ساهَمَت في تأخير إصدارها. في أغسطس 2014، قرر المطورون إصدار نسخةٍ تجاريةٍ من اللُعبة خلال ستيم إيرلي أكسس. وقاموا بإصدارات مُستَمِرة لبناء اللعبة على أساس ردود فعل المجتمع. قامت إيرلي أكسس بتقديم الموارد المالية لهم للعمل على تطوير اللعبةِ بدوامٍ كامل. بدأ بيتر كوري بالعمل بدوامٍ كامل منذ مارس 2014، وَشَقيقُهُ روبيرت بدأ في العمل بدوامٍ كاملٍ في نوفمبر 2014. في الأصل كانت تُبنى لمنصات الهواتف، إلا أنَ اهتمامهم قد تحول إلى الكمبيوترات بسبب القُدرةِ على إصدار لُعبَتهِم في إيرلي أكسس.
قامَ الأُخوةُ بِطَلبِ مُساعَداتٍ خارجيةٍ للمُساعدةِ في القَضايا الأولية للعبةِ وهي: الصَوتُ والفَن. جيمي جورجمان، زَميلٌ سابقٌ في شَرِكَةِ سيدهي قامَ بالإشرافِ على التصميم البصري لميني مترو وكذلك ساهَمَ أيضاً في تصميم اللعبة. المُلَحن الأمريكي ريتشارد ڤريلاند المَعروفُ باسم ديساستر بيس قام بالعَمَلِ على صَوت اللعبة. لقد قام بتطوير نِظامٍ صوتٍ إِجرائي للعبة الذي من شأنهِ أن يُوّلِد الأصوات استناداً إلى الأحداثِ في اللعبة. كُلُ مستوى في اللعبة يحتوي على مَجموعةٍ من الأصواتِ والإيقاعاتِ؛ الهَيكلُ الموسيقيُ لِتغيرات العناصر يكون على أساسِ حَجم وشكلِ محطات المترو للاعب. الأصواتُ كانت مستوحاةً من موسيقى الحد الأدنى ومن أعمالِ فيليب گلاس وستيڤ ريتش.
في 6 نوفمبر 2015، صَدرت ميني مترو لأنظمة لينكس وأو إس إكس ولنظام ويندوز.
نُسخةُ الأندرويد (نُشِرَت بواسطة بلاي ديجيوس) وآي أو إس تم إصدارها في 18 أكتوبر 2016.

## الاستقبال
| استقبال |                          |
| --- | ------------------------ |
| مجموع النقاط المجموع نقاط ميتاكريتيك 77/100 (PC) [ 23 ] 86/100 (iOS) [ 24 ] نتائج المراجعة نشرة نقاط غيمز تي إم 7/10 [ 7 ] Gamezebo [ 14 ] كل سكرين 83/100 [ 8 ] Pocket Gamer 8/10 [ 25 ] |                          |
| مجموع النقاط |                          |
| المجموع | نقاط                     |
| ميتاكريتيك | 77/100 (PC) 86/100 (iOS) |
| نتائج المراجعة |                          |
| نشرة | نقاط                     |
| غيمز تي إم | 7/10                     |
| Gamezebo | [ 14 ]                   |
| كل سكرين | 83/100                   |
| Pocket Gamer | 8/10                     |

تلقت ميني مترو استقبالاً إيجابياً بِشَكلٍ عام من النُقّاد وفقاً للمُراجَعةِ التي أجراها موقع ميتاكريتيك.
الكاتِبةُ لدى تكنولوجي تيل جيني لادا وَصَفت ميني مترو بأنها «جَماليةٌ» وَوَجدَت أن لَعِبَها يُساعِد على الإستِرخاء، على الرغم من أن اللعبة تُحاوِل وَضع اللاعب تَحتَ الضغط. لينا ليراي من موقِع غيماسوترا كذلك رأت بِأن اللعبة تعطي انطباعاً بالإسترخاءِ وأثنَت على واجِهة اللعبة. صَرّحَ موقِعُ جيمز تي أم بأن عمق اللَعِب في ميني مترو جنباً إلى جَنبٍ مع صُعوبةِ التَحجيم حافَظَ على مُتعَة وإثارة اللعبة. ومع ذلك، فقد سَألوا لِماذا لَم تَصدُر اللعبة على الهواتِف الذكيةِ حتى الآن، مُشيرينَ إلى أن الواجِهَة البَسِيطَةَ للُعبَةِ مُناسِبَةٌ لهذا النوعِ من الأجهِزة. المُحَرِرُ في مَجلَةِ كِل سكرين، إيثان گاتش أشادَ بأناقَةِ وبساطَةِ اللعبة، جنباً إلى جَنبٍ مع الجَمالياتِ المُتفاعِلَةِ مع المُحاكاةِ القَوية للعبة.
أليك مير من موقع روك، بيبر، شوتغَن أشادَ باللعبة لِكونِها «تفتن التحدي في المنطق والجمال». وقال إنها تَتَمتع بطريقةِ لَعِبٍ جميلةٍ والصُعوبة التدريجية، ووصَفها بِأنها «الأنيقة حتى في الكوارث». مراجعة نُسخة الهَواتِف الذكية، الكاتب لدى موقِع جيم زيبو، روب ريتش أشادَ بالتَصميم المَرئي وبَديهية التَحكُم باللَمس. وقالَ إنَهُ يَعتَقِدُ أن إستِخدامَ الأشكالِ الهَندَسيةِ لِتَمثيلِ الرُكاب والمَحطاتِ ساعَدَ في تَبسيط المَهام المُعَقدةِ.
في مِهرَجان الألعاب المُستقلة في 2016، فازَت ميني مترو بِجائِزَة "التَميُّز في الصَوت" ورُشِّحَت للفَوزِ في فِئاتٍ أُخرى: «التَميّز في الفن البصري» و«التميز في التصميم». قامَ موقع غيم سبوت بإدراج ميني مترو ضِمن قائِمَتِهِ لأفضَل خَمسَة ألعاب لِعام 2016.

## وصلات خارجية
- الموقع الرسمي